# سکی (مجارستان)
سِکِی (به مجاری:  Székely) یک منطقهٔ مسکونی در مجارستان است که در ناحیه کمچه واقع شده‌است. سکی ۱۶٫۰۸ کیلومتر مربع مساحت و ۱٬۱۱۶ نفر جمعیت دارد.